# Podsavezna nogometna liga Sisak 1959./60.
Podsavezna nogometna liga Sisak (također i kao Liga Nogometnog podsaveza Sisak) je bila liga četvrtog stupnja nogometnog prvenstva Jugoslavije u sezoni 1959./60. Sudjelovalo je 10 klubova, a prvak je bio "Zmaj" iz sisačkog naselja Novo Pračno.

## Ljestvica
| mj. | klub                     | ut. | pob. | ner. | por. | gol+ | gol- | bod |
| --- | ------------------------ | --- | ---- | ---- | ---- | ---- | ---- | --- |
| 1.  | Zmaj Novo Pračno (Sisak) | 18  | 14   | 1    | 3    | 28   | 24   | 29  |
| 2.  | Ivanić (Ivanić-Grad)     | 18  | 12   | 2    | 4    | 72   | 28   | 26  |
| 3.  | Radnik Majur             | 18  | 10   | 2    | 6    | 44   | 34   | 22  |
| 4.  | Radnik Petrinja          | 18  | 10   | 1    | 7    | 47   | 39   | 21  |
| 5.  | Moslavina Kutina         | 18  | 8    | 2    | 8    | 32   | 40   | 18  |
| 6.  | Jedinstvo Dvor           | 18  | 7    | 2    | 9    | 35   | 45   | 16  |
| 7.  | Garić Garešnica          | 18  | 7    | 2    | 9    | 40   | 53   | 16  |
| 8.  | Nafta Sisak              | 18  | 6    | 2    | 10   | 31   | 37   | 14  |
| 9.  | Nafta Šumećani           | 18  | 4    | 4    | 10   | 36   | 56   | 12  |
| 10. | Banovac Glina            | 18  | 3    | 1    | 14   | 20   | 59   | 7   |

- Novo Pračno – tada dio naselja Sisak

## Rezultatska križaljka
| kratica | klub                     | BAN | GAR | IVA | JED | MOS | NAFS | NAMFŠ | RADM | RADP | ZMAJ |
| --- | ------------------------ | --- | --- | --- | --- | --- | ---- | ----- | ---- | ---- | ---- |
| BAN | Banovac Glina            |     |     |     |     |     |      |       |      |      |      |
| GAR | Garić Garešnica          |     |     |     |     |     |      |       |      |      |      |
| IVA | Ivanić (Ivanić-Grad)     |     |     |     |     |     |      |       |      |      |      |
| JED | Jedinstvo Dvor           |     |     |     |     |     |      |       |      |      |      |
| MOS | Moslavina Kutina         |     |     |     |     |     |      |       |      |      |      |
| NAFS | Nafta Sisak              |     |     |     |     |     |      |       |      |      |      |
| NAFŠ | Nafta Šumećani           |     |     |     |     |     |      |       |      |      |      |
| RADM | Radnik Majur             |     |     |     |     |     |      |       |      |      |      |
| RADP | Radnik Petrinja          |     |     |     |     |     |      |       |      |      |      |
| ZMAJ | Zmaj Novo Pračno (Sisak) |     |     |     |     |     |      |       |      |      |      |
| |                          |     |     |     |     |     |      |       |      |      |      |
| podebljan rezultat - utakmice od 1. do 9. kola (1. utakmica između klubova) rezultat normalne debljine - utakmice od 10. do 18. kola (2. utakmica između klubova) rezultat nakošen - nije vidljiv redoslijed odigravanja međusobnih utakmica iz dostupnih izvora rezultat smanjen * - iz dostupnih izvora nije uočljiv domaćin susreta prekrižen rezultat - poništena ili brisana utakmica p - utakmica prekinuta 3:0 p.f. / 0:3 p.f. - rezultat 3:0 bez borbe n.i. - nije igrano |                          |     |     |     |     |     |      |       |      |      |      |

 Izvori: 

## Unutrašnje poveznice
- Zona Karlovac – Sisak 1959./60.